# Iglesia Episcopal Reformada

Iglesia Episcopal Reformada

La Iglesia episcopal reformada es el nombre de la Iglesia que se separó formalmente de la Iglesia episcopal protestante, bajo el liderazgo del obispo George David Cummins, en una reunión compuesta de prominentes clérigos y laicos episcopales protestantes, celebrada en Nueva York el 3 de diciembre de 1873. La causa de la separación fue el rápido surgimiento y avance del ritualismo y de sus influencias controladoras en la Iglesia episcopal protestante. El establecimiento de una Iglesia episcopal independiente se necesitaba para preservar los principios de la Baja Iglesia evangélica y las prácticas de los reformadores ingleses del siglo XVI y de la antigua Iglesia episcopal protestante en América, cuyos principios y costumbres fundamentales estaban siendo anulados por la difusión del Movimiento de Oxford o movimiento tractariano en Inglaterra y América y en la rápida sustitución de las doctrinas y ritos protestantes de la antigua Iglesia reformada de Inglaterra y de la Iglesia episcopal protestante de los primeros días de la historia americana por la doctrina y los ritos católicos. La Iglesia episcopal reformada, por tanto, afirma ser la antigua Iglesia episcopal protestante en el pleno sentido del título y toma su nombre del título histórico de la Iglesia reformada de Inglaterra y de los grandes reformadores ingleses y mártires protestantes. El obispo Cummins inmediatamente consagró a Charles Edward Cheney como obispo del oeste, después sínodo de Chicago.
No son miembros de la Comunión Anglicana. Iglesia Episcopal Reformada está en comunión con la Iglesia Libre de Inglaterra, la Iglesia de Nigeria y la Provincia Anglicana de América (Iglesia episcopal en los Estados Unidos).

## Doctrinas y ritual
Aunque la Iglesia episcopal reformada perpetúa la Iglesia histórica representada en la Reforma evangélica inglesa, difiere de la Iglesia episcopal protestante fundamentalmente en doctrina, así como en ceremonial y ritual. Poseyendo y preservando el episcopado histórico, sostiene que el episcopado no es un orden separado del ministerio, sino un oficio dentro del presbiterado y que el obispo es entre los presbíteros primus inter pares. "Repudia el dogma de la sucesión apostólica y "condena y rechaza" como "doctrina extraña y errónea, contraria a la Palabra de Dios, que la Iglesia de Cristo exista sólo en un orden o forma de política eclesiástica." Reconoce la validez de todas las órdenes evangélicas, confirmada en la imposición de manos del presbiterio y tiene comunión e intercambia púlpitos con todas las iglesias protestantes evangélicas y recibe de ellas mediante carta de dimisión, clero y laicos sin reordenación o reconfirmación.
Niega que los ministros cristianos sean "sacerdotes" en ningún sentido eclesiástico y ha eliminado este título del Libro de Oración. "Rechaza" la "extraña doctrina" de que "la mesa del Señor es un altar sobre el que la oblación del cuerpo y sangre de Cristo es ofrecida de nuevo al Padre" y "que la presencia de Cristo en la Cena es una presencia en los elementos del pan y vino." Prohíbe la construcción de semejante altar en cualquier iglesia, donde sólo se puede encontrar la sencilla, histórica y honrosa mesa de la comunión. Niega "que la regeneración esté inseparablemente relacionada con el bautismo" en agua, como enseñaban los antiguos formularios y ha eliminado del Libro de Oración las declaraciones en ese sentido. Ha adoptado como modelo para su Libro de Oración el totalmente evangélico y protestante Libro del obispo White, el primer Libro de Oración americano de 1785, que siguió a la norma doctrinal reformada del Segundo Libro de Eduardo VI de 1552, rechazando el posterior Libro de Oración americano de 1789 y el de uso actual en la Iglesia episcopal protestante, porque siguió la norma de la Alta Iglesia del reinado de Isabel, que a su vez había seguido al semi-reformado Primer Libro de Eduardo VI de 1552.

## La "Declaración de principios", expuesta en la organización de la Iglesia episcopal reformada en 1873 adquirió la siguiente forma
- 1. La Iglesia episcopal reformada, sosteniendo "la fe una vez entregada los santos", declara su creencia en las Sagradas Escrituras del Antiguo y Nuevo Testamento como palabra de Dios y la única norma de fe y práctica; en el Credo "comúnmente llamado Credo de los Apóstoles"; en la institución divina de los sacramentos del bautismo y la Cena y en las doctrinas de la gracia, como sustancialmente están expuestas en los Treinta y Nueve Artículos de la religión.
- 2. Esta Iglesia reconoce y se adhiere al episcopado, no como si fuera de derecho divino, sino como una muy antigua y deseable forma de política eclesiástica.
- 3. Esta Iglesia, reteniendo una liturgia que no será imperativa o represiva de la libertad en la oración, acepta el Libro de Oración Común, tal como fue revisado, propuesto y recomendado para su uso por la convención general de la Iglesia episcopal protestante en 1785, reservándose plena libertad para alterar, resumir, ampliar y corregir el mismo, en la medida en que pueda ser provechoso para la edificación del pueblo, "siempre que la sustancia de la fe sea mantenida entera."
- 4. Esta Iglesia condena y rechaza los siguientes errores y doctrinas extrañas como contrarias a la palabra de Dios:
  - Primero, que la Iglesia de Cristo existe sólo en un orden de política eclesiástica.
  - Segundo, que los ministros cristianos son "sacerdotes" en cualquier sentido que no sea el de que todos los creyentes son "un sacerdocio real".
  - Tercero, que la mesa del Señor es un altar sobre el que la oblación del cuerpo y sangre de Cristo es ofrecida de nuevo al Padre.
  - Cuarto, que la presencia de Cristo en la Cena es una presencia en los elementos del cuerpo y del vino.
  - Quinto, que la regeneración está inseparablemente relacionada con el bautismo.